# غوستافو بو
غوستافو بو (بالإسبانية: Gustavo Bou)‏ (18 فبراير 1990 بكونكورديا، انتري ريوس في الأرجنتين - ) هو لاعب كرة قدم أرجنتيني في مركز الهجوم. لعب مع أوليمبو وجيمناسيا لابلاتا وريفر بليت ونادي تيخوانا ونادي راسينغ وليجا دي كويتو.

## روابط خارجية
- غوستافو بو على موقع الدوري الأمريكي (الإنجليزية)
- غوستافو بو على موقع قاعدة بيانات كرة القدم.إي يو (الإنجليزية)
- غوستافو بو على موقع Soccerway.com (الإنجليزية)
- غوستافو بو على موقع عالم كرة القدم.نت (الإنجليزية)
- غوستافو بو على موقع AS.com (الإسبانية)